# Ceratophrys joazeirensis
Ceratophrys joazeirensis е вид жаба от семейство Ceratophryidae.

## Разпространение
Видът е разпространен в Бразилия.